# Aeroporto internazionale di Hodeida
L'Aeroporto internazionale di Hodeida è un aeroporto situato nella città di Hodeida nello Yemen (IATA: HOD ICAO: OYHD).
A partire dal 2021, non ci sono più servizi programmati all'aeroporto dopo che Yemenia ha sospeso tutte le rotte nel 2015 a causa della Guerra civile dello Yemen. In precedenza, la compagnia aerea serviva una manciata di destinazioni nazionali e internazionali.